# Acuzații de genocid al ucrainenilor în Războiul Ruso-Ucrainean
În timpul Războiului Ruso-Ucrainean, mai multe parlamente naționale, inclusiv cele din Polonia, Ucraina, Canada, Estonia, Letonia, Lituania și Irlanda au declarat că în Ucraina are loc un genocid. Cercetători și comentatori de renume, cum ar fi Eugene Finkel, Timothy D. Snyder și Gregory Stanton, precum și experți juridici, cum ar fi Otto Luchterhandt și Zakhar Tropin, au afirmat, cu grade diferite de certitudine, că Rusia comite genocid în Ucraina. Un raport amplu al Centrului Raoul Wallenberg pentru Drepturile Omului a concluzionat că există un „risc foarte serios de genocid” în cadrul invaziei rusești în Ucraina.
Cercetătorul genocidului Alexander Hinton a declarat pe 13 aprilie 2022 că retorica președintelui rus Vladimir Putin, care face apel la concepte de genocid, ar trebui legată de crimele de război pentru a dovedi intenția de genocid, dar a considerat „destul de probabil” ca Rusia să comită genocid în Ucraina. Crimele de război comise de forțele ruse includ violența sexuală, tortura, execuțiile extrajudiciare și jafurile.
Pe 17 martie 2023, în urma unei anchete privind crime de război, crime împotriva umanității și genocidul, Curtea Penală Internațională (CPI) a emis mandate de arestare pe numele președintelui rus Vladimir Putin, președintele Rusiei, și al Mariei Lvova-Belova, comisarul rus pentru drepturile copilului, pentru deportarea și transferul ilegal de copii din Ucraina în Rusia în timpul invaziei. Conform Ministerului rus al Apărării, peste 307.000 de copii au fost transferați în Rusia în perioada 24 februarie - 18 iunie 2022. În aprilie 2023, Consiliul Europei a votat cu o majoritate covârșitoare că aceste transferuri forțate de copii constituie un act de genocid, cu 87 de voturi în favoare, 1 împotrivă și 1 abținere.

## Context

### Definiția juridică a genocidului
Conform Convenției pentru Prevenirea și Pedepsirea Crimei de Genocid din 1948, genocidul presupune atât intenția („intenția de a distruge, în totalitate sau în parte”), cât și acte desfășurate cu scopul de a distruge „un grup național, etnic, rasial sau religios”. Actele care constituie genocid includ:
„(a) Uciderea membrilor grupului;
(b) Cauzarea de vătămări corporale sau psihice grave membrilor grupului;
(c) Impunerea deliberată a unor condiții de viață menite să ducă la distrugerea fizică totală sau parțială a grupului;
(d) Impunerea de măsuri pentru a împiedica nașterile în cadrul grupului;
(e) Transferul forțat al copiilor dintr-un grup în altul.”—Convenția privind prevenirea și reprimarea crimei de genocid, articolul 2
Actele pedepsibile includ genocidul, complicitatea la genocid și incitarea la comiterea acestuia. Părțile la convenție au obligația de a preveni și pedepsi aceste acte.

### Crime de război în invazia rusă din Ucraina

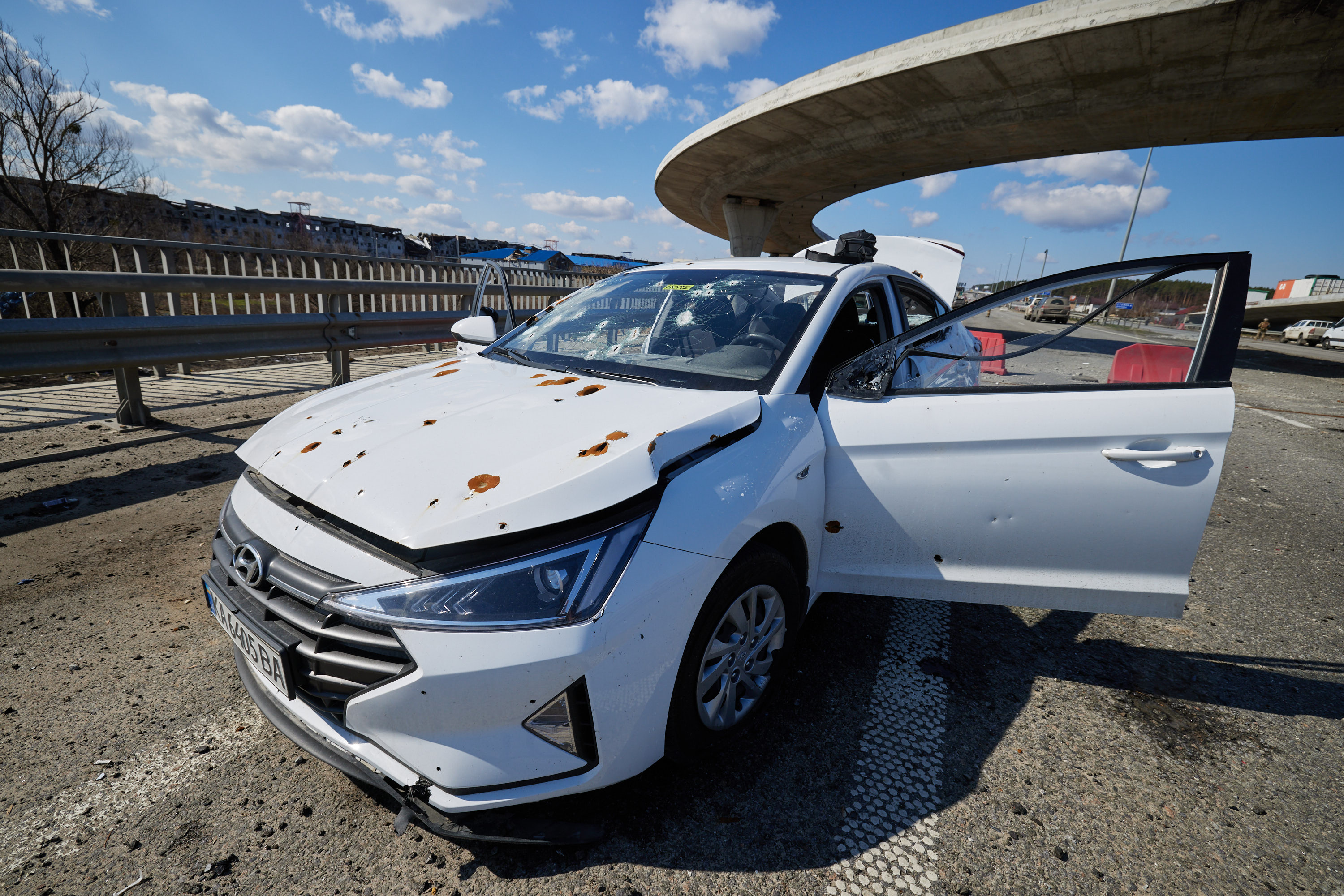
O mașină civilă cu găuri de gloanțe la periferia orașului Irpin din regiunea Kiev

Organizațiile internaționale pentru drepturile omului, precum Amnesty International și Human Rights Watch, au documentat numeroase crime comise de forțele ruse împotriva civililor în timpul invaziei, inclusiv tortura, execuțiile extrajudiciare, violurile și jafurile. După masacrul de la Bucea, secretarul general al Amnesty International, Agnès Callamard, a declarat că aceste crime „nu sunt incidente izolate”, ci fac parte dintr-un model mai amplu de crime de război, incluzând execuții, tortură și violuri în alte zone ocupate ale Ucrainei.
Dr. Jack Watling de la Royal United Services Institute a afirmat că aceste acțiuni fac parte din doctrina rusă de război anti-gherilă, care urmărește „să pedepsească populația pentru rezistență”. Watling a menționat că tactici similare au fost utilizate de forțele ruse în Al Doilea Război Cecen, în Afganistan și în timpul celui de-Al Doilea Război Mondial.

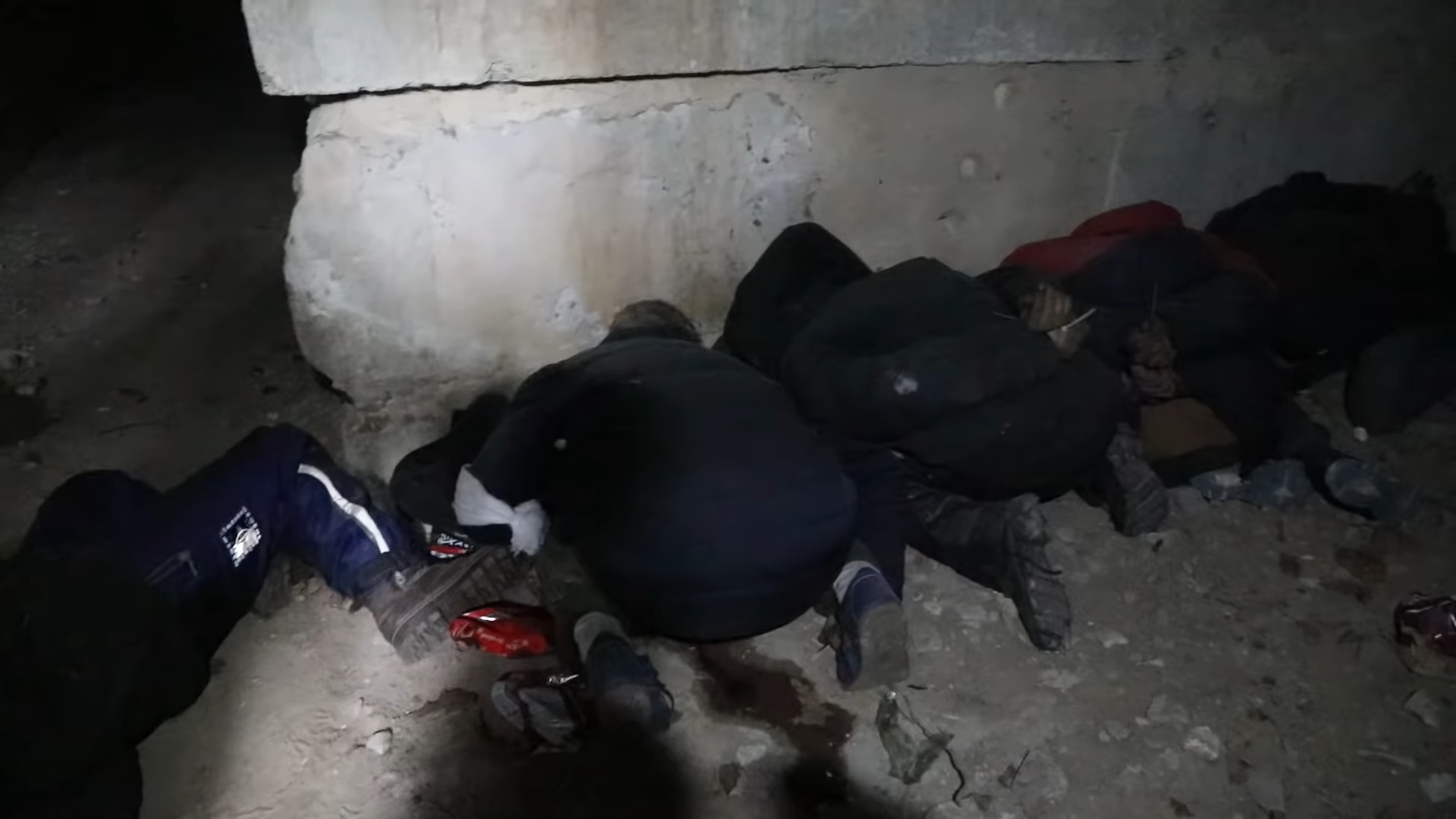
Civili împușcați în subsolul uneia dintre casele din Bucea

Natura organizată a masacrelor împotriva civililor a fost confirmată de comunități de informații din Regatul Unit și Germania, șeful serviciului MI6 din Marea Britanie, a declarat că execuțiile extrajudiciare au fost planificate de la începutul invaziei ruse în Ucraina.
Un raport al serviciilor germane de informații, publicat de Der Spiegel pe 7 aprilie 2022, a indicat că militarii ruși au ucis civili și au executat prizonieri de război ucraineni după interogatorii. Dovezile sugerează că aceste masacre fac parte dintr-o „strategie clară” menită să intimideze populația civilă și să reprime rezistența.
Federația Internațională pentru Drepturile Omului și Centrul pentru Libertăți Civile (CSF) din Ucraina au raportat transferuri forțate de civili din Mariupol către Rusia și alte regiuni ocupate, folosind lagăre de filtrare. Familiile au fost separate, documentele și telefoanele au fost confiscate, iar civilii au fost împiedicați să fugă prin coridoarele umanitare.
Directorul Amnesty International Ucraina a acuzat Rusia de folosirea tacticilor deliberate pentru a înfometa și epuiza populația civilă, cauzând o criză umanitară în orașele asediate, blocând coridoarele umanitare și atacând civilii care încercau să părăsească orașele asediate.
Pe 20 august 2022, reprezentantul Rusiei la organizațiile internaționale din Viena, Mihail Ulianov, a publicat un mesaj pe Twitter în care îndemna la exterminarea populației ucrainene, după care a șters postarea. Președintele Radei Supreme a Ucrainei a cerut Austriei să-l declare pe Ulianov „persona non grata” din cauza acestui apel de genocid.

### Implicarea Belarusului
Statul belarus și organizațiile afiliate statului au participat activ la transferurile forțate ale copiilor ucraineni. Copiii ucraineni au fost deportați în Belarus, unde sunt ținuți în tabere de recreere. Grupul National Anti-Crisis Management, o organizație belarusă condusă de o figură a opoziției belaruse, Pavel Latushka, a folosit informații din surse deschise pentru a raporta în august 2023 că cel puțin 2.100 de copii ucraineni au fost transferați în Belarus. Potrivit lui Latushka, aceștia au fost ținuți în tabere de vară administrate de corporații de stat. El a mai spus că documentele de stat arată că transferurile sunt efectuate sub autoritatea Uniunii Statale. Transferurile copiilor ucraineni au fost prezentate la televiziunea de stat din Belarus. Există indicii ale eforturilor de reeducare ale statului belarus. O mare parte din informațiile privind răpirile de copii au provenit de la părinții acestora; copiii care au fost deportați în Belarus au fost răpiți din regiuni ale Ucrainei care se aflau încă sub ocupație rusă în august 2023, împiedicând investigațiile.
În conformitate cu dreptul internațional umanitar, copiii din zonele de război ar trebui evacuați în țări terțe neutre ori de câte ori este posibil; Belarus și-a împrumutat teritoriul pentru a fi folosit ca punct de plecare pentru invazia rusă din Ucraina din 2022.
Într-un interviu acordat în iulie 2023 canalului de televiziune de stat Belarus-1, Dzmitry Shautsou, șeful Crucii Roșii din Belarus, îmbrăcat în haine militare împodobite cu simbolul Z, a recunoscut răpirea și deportarea în Belarus a copiilor ucraineni din zonele ocupate de Rusia din motive de „îmbunătățire a sănătății”, afirmând că va continua să facă acest lucru. Federația Internațională a Societăților de Cruce Roșie și Semilună Roșie s-a distanțat de declarațiile sale, exprimându-și în același timp „profunda îngrijorare”, a cerut încetarea acestei practici și a lansat o anchetă de către comitetul său de investigații.
În februarie 2024, Uniunea Europeană l-a inclus pe Shautsou, precum și pe alte câteva persoane și organizații din Belarus pe lista neagră pentru implicarea lor în răpirile de copii ucraineni. Statele Unite ale Americii, Ucraina și Australia au impus, de asemenea, sancțiuni în legătură cu deportările forțate.

## Recunoaștere legislativă

Țările care până în prezent recunosc oficial genocidul ucrainean în invazia rusă a Ucrainei din 2022 ca act de genocid (2022)

La 23 martie 2022, Seimul Poloniei a adoptat o rezoluție prin care condamnă crimele de război, crimele împotriva umanității și încălcările drepturilor omului comise de Rusia pe teritoriul Ucrainei. Rezoluția Seimului califică acțiunile Rusiei drept acte de genocid și alte încălcări grave ale dreptului internațional, atribuite „comandantului suprem al armatei ruse, președintele Vladimir Putin”.
La 14 aprilie 2022, Rada Supremă a Ucrainei a adoptat o rezoluție intitulată „Cu privire la comiterea genocidului în Ucraina de către Federația Rusă”. În acest document, acțiunile trupelor ruse și ale conducerii politice ruse sunt recunoscute oficial ca acte de genocid împotriva poporului ucrainean. Conform rezoluției Radei, actele de genocid comise de Rusia includ:
- Atrocitățile în masă comise de trupele ruse în teritoriile temporar ocupate;
- Uciderea deliberată și sistematică a civililor;
- Deportările în masă ale populației civile;
- Transferul copiilor ucraineni strămutați în sistemul educațional al Federației Ruse;
- Confiscarea și distrugerea deliberată a infrastructurii economice;
- Acțiuni sistemice ale Rusiei destinate distrugerii treptate a poporului ucrainean.

În iunie 2022, un grup bipartizan din Congresul Statelor Unite a introdus o rezoluție care califică acțiunile Rusiei în Ucraina drept genocid, iar în iulie 2022, Senatul SUA a făcut un demers similar. Până în noiembrie 2022, însă, nicio rezoluție nu fusese aprobată.
Țări care au recunoscut oficial genocidul în Ucraina:
- Estonia[3]
- Letonia[4][46]
- Lituania[47]
- Ucraina[41]

Recunoașteri parțiale (neaprobate încă în legislația națională):
- Canada (numai camera inferioară)[48]
- Cehia (numai camera superioară)[49]
- Irlanda (numai camera superioară)[5]
- Polonia (numai camera inferioară)[1]

## Declarații ale oficialilor și organizațiilor

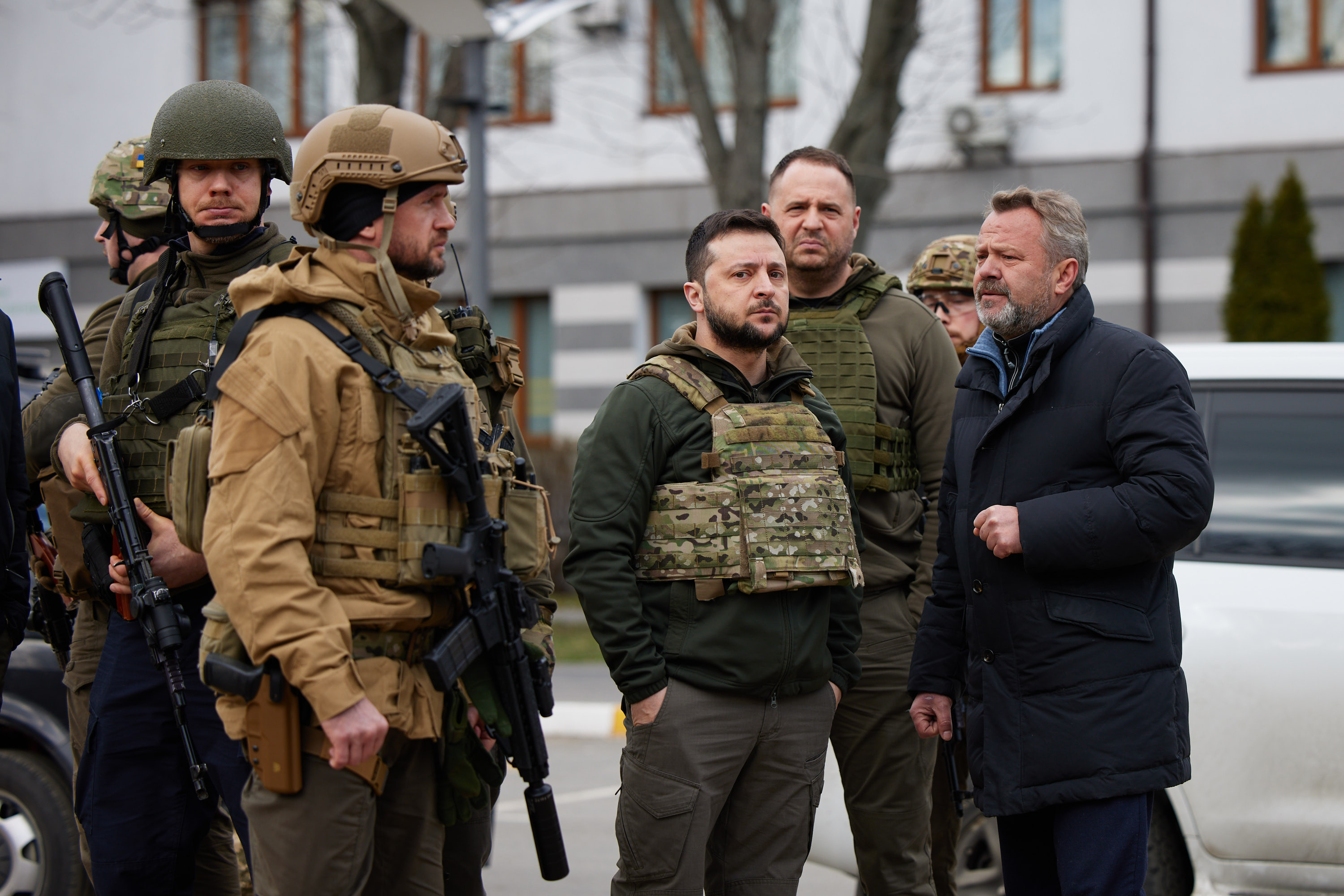
Volodîmîr Zelenski în timpul unei călătorii de lucru în regiunea Kiev

După descoperirea masacrului de la Bucea, președintele ucrainean Volodîmîr Zelenski a declarat că Ucraina se confruntă cu o tentativă de genocid. Același termen a fost folosit de președintele polonez Andrzej Duda, prim-ministrul Poloniei Mateusz Morawiecki, prim-ministrul Spaniei Pedro Sanchez, președintele columbian Iván Duque, președintele american Joe Biden și prim-ministrul Canadei Justin Trudeau. Premierul britanic Boris Johnson a afirmat că „atrocitățile din Bucea sunt foarte apropiate de genocid”.
La 13 aprilie 2022, președintele francez Emmanuel Macron a exprimat rezerve privind utilizarea termenului „genocid”, afirmând că este necesară prudență în alegerea termenilor pentru a evita o „escaladare a retoricii”, deși a recunoscut că „Rusia a lansat unilateral un război brutal, iar armata rusă a comis crime de război.” Zelenski a criticat această poziție a lui Macron.
Consiliul Ucrainean al Bisericilor și Organizațiilor Religioase a făcut apel la comunitatea internațională să recunoască genocidul împotriva poporului ucrainean și să condamne ideologia „lumii ruse” promovate de Rusia.
Genocide Watch, o organizație neguvernamentală fondată de Gregory Stanton, a emis o alertă de urgență în aprilie 2022, acuzând Rusia de comiterea genocidului împotriva ucrainenilor prin intermediul unei politici de „urbicid” – distrugerea sistematică a orașelor ucrainene.
Mai multe organizații internaționale, inclusiv Adunarea Parlamentară a Consiliului Europei (APCE), și Parlamentul European, au adoptat rezoluții cerând investigarea acuzațiilor de genocid comise de Rusia în Ucraina.
De asemenea, numeroși lideri politici din întreaga lume au făcut declarații referitoare la genocidul din Ucraina și au cerut măsuri pentru investigarea și sancționarea crimelor comise de forțele ruse.

## Investigații și mandate internaționale de arestare

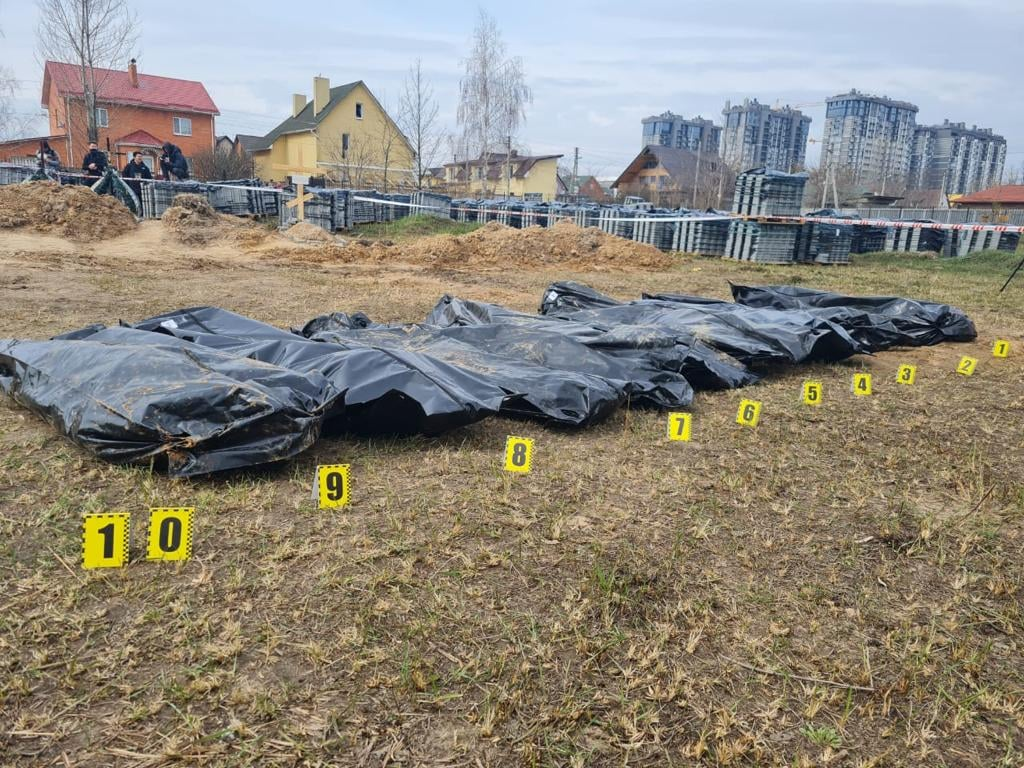
Saci mortuari cu civili uciși în ei în Bucea după ocupația rusă a orașului

La începutul lunii martie 2022, procurorul-șef al Curții Penale Internaționale (CPI), Karim Ahmad Khan, a demarat o anchetă privind posibile crime de război, crime împotriva umanității și genocid comise „de orice persoană” în Ucraina, începând din noiembrie 2013. Această decizie a fost luată după ce 39 de țări au prezentat sesizări oficiale. Anterior, o anchetă preliminară realizată de CPI a descoperit „motive rezonabile să se creadă că au fost comise crime care intră în competența Curții” și a identificat cazuri potențiale admisibile.
La 4 martie 2022, Consiliul ONU pentru Drepturile Omului a creat o Comisie internațională independentă de anchetă pentru a investiga încălcările drepturilor omului și ale dreptului internațional umanitar în Ucraina. La 25 septembrie 2023, președintele Comisiei, Erik Møse, a prezentat o actualizare în cadrul celei de-a 54-a sesiuni a Consiliului, afirmând că „Comisia este, de asemenea, preocupată de acuzațiile de genocid din Ucraina. O parte din retorica transmisă de statul rus și de alte mass-media poate constitui o incitare la genocid”.
Alte investigații ale crimelor de război au fost, de asemenea, inițiate separat sub jurisdicție universală de către state independente.
În noiembrie 2022, procurorul general al Ucrainei, Andriî Kostin, a declarat că ofițerii ucraineni de aplicare a legii au înregistrat „mai mult de 300 de fapte care se încadrează exact în definiția genocidului” și că cinci proceduri privind genocidul sunt în curs de investigare.
La 17 martie 2023, CPI a emis un mandat de arestare pe numele președintelui rus Vladimir Putin, susținând că acesta deține responsabilitatea penală pentru crima de război de deportare și transfer ilegal de copii din Ucraina în Rusia în timpul invaziei. Acesta a fost primul caz în care CPI a emis un mandat de arestare pe numele șefului de stat al unuia dintre cei cinci membri permanenți ai Consiliului de Securitate al Organizației Națiunilor Unite.
În aprilie 2023, echipa comună de anchetă (JIT) Eurojust a Uniunii Europene a inclus crima de genocid în ancheta lor privind crimele de război din Ucraina.

## Cazul CIJ
La 26 februarie 2022, Ucraina a intentat un proces împotriva Rusiei la Curtea Internațională de Justiție (CIJ), invocând încălcări ale Convenției privind genocidul și solicitând instanței să ceară Rusiei să înceteze invazia. Deși cauza Ucrainei s-a axat în principal pe acuzația de genocid, națiunea a acuzat și Rusia de planificarea unor „acte de genocid în Ucraina” și de comiterea actus reus al genocidului prin uciderea deliberată și rănirea gravă a populației ucrainene. CIJ a decis la 16 martie 2022 că cauza poate continua.
În cadrul unei audieri din septembrie 2023, partea ucraineană a prezentat numeroase declarații ale unor oficiali ruși, inclusiv ale lui Vladimir Putin, pe care le considerau ca exprimând intenții de genocid. Reprezentantul Rusiei, Gennadi Kuzmin, a susținut că aceste declarații erau doar „declarații” și nu aveau relevanță juridică în raport cu Convenția privind genocidul. Rusia a argumentat inițial că Ucraina a fost cea care a comis „genocidul rezidenților vorbitori de limbă rusă” și a folosit acest argument ca justificare pentru agresiunea sa, iar când Ucraina a răspuns că nu a avut loc un astfel de genocid, Kuzmin a susținut că, din moment ce Ucraina afirmă că „nu a avut loc niciun genocid”, cazul ar trebui să fie respins, ignorând astfel acuzația de genocid împotriva ucrainenilor de către forțele ruse.

## Evaluări
„Acest raport cuprinde o anchetă independentă pentru a stabili dacă Federația Rusă poartă responsabilitatea de stat pentru încălcări ale Convenției privind genocidul în contextul invaziei sale în Ucraina. Concluziile raportului sunt următoarele:
1. Există motive rezonabile pentru a concluziona că Rusia este responsabilă pentru:
  - (i) incitarea directă și publică la comiterea genocidului; și
  - (ii) un model de atrocități care sugerează intenția de a distruge parțial grupul național ucrainean.

2. Există un risc grav de genocid în Ucraina, care declanșează obligația legală a tuturor statelor de a preveni genocidul.

La 27 mai 2022, un raport elaborat de Institutul New Lines pentru Strategie și Politică și Centrul Raoul Wallenberg pentru Drepturile Omului a concluzionat că există motive întemeiate pentru a considera că Rusia a încălcat două articole ale Convenției din 1948 privind genocidul, prin incitarea publică la genocid și prin transferul forțat al copiilor ucraineni în Rusia, care constituie un act de genocid în temeiul articolului II din convenție. Un articol din Foreign Policy a recunoscut că obiectivul lui Vladimir Putin a fost de a „șterge Ucraina ca entitate politică și națională și de a-i rusifica pe locuitorii săi”, ceea ce sugerează că raportul servește drept un avertisment că războiul Rusiei ar putea deveni genocid.
„Actorii statali ruși au intensificat încălcările deliberate și sistematice ale Convenției privind genocidul.”
La 26 iulie 2023, New Lines Institute a publicat un raport de monitorizare care concluziona că Rusia a continuat și și-a intensificat eforturile de a comite genocid, încălcând astfel Convenția privind genocidul. Statele părți la convenție sunt îndemnate să-și intensifice eforturile de prevenire a genocidului pentru a-și îndeplini obligațiile. Dr. Ralph Janik de la Universitatea Privată Sigmund Freud (Viena) a comentat că raportul este inovator, deoarece leagă intenționalitatea de actele comise, un aspect necesar pentru dovedirea genocidului.
La 23 august 2022, o evaluare a Institutului pentru Studiul Războiului a menționat că copiii ucraineni sunt adoptați de familii rusești și a concluzionat că „transferul forțat al copiilor de la un grup la altul cu intenția de a distruge, în întregime sau parțial, un grup național, etnic, rasial sau religios este o încălcare a Convenției privind prevenirea și pedepsirea crimei de genocid”. La 30 august, s-a raportat că Rusia înființează „centre de adaptare” pentru ucrainenii strămutați în Rusia, inclusiv pentru cei aflați acolo în mod involuntar, stabilind astfel condiții pentru ștergerea identității lor culturale ucrainene și făcând parte dintr-o campanie de transfer de populație.
Profesorul de drepturile omului și fostul consilier special al ONU pentru prevenirea genocidului, Juan E. Méndez, a comentat în aprilie 2022: „Cred că acest lucru merită o anchetă. Desigur, ar fi o greșeală gravă să ignorăm faptul că multe dintre victimele de până acum erau în mod clar civili, poate pentru că erau ucraineni – aceasta este o origine națională, o condiție care se încadrează în definiția parțială a genocidului ... Dar faptul că civilii sunt uciși nu înseamnă neapărat un genocid”, subliniind că, indiferent dacă actele sunt crime de război, crime împotriva umanității sau genocid, „toate trei necesită ca comunitatea internațională să investigheze, să urmărească și să pedepsească autorii”.
Jonathan Lieder Maynard, profesor de politică internațională la King's College London, a afirmat în aprilie 2022 că dovezile actuale sunt prea neclare pentru a corespunde definiției stricte a Convenției privind genocidul. El a menționat: „Poate că aceste atrocități ar fi putut fi genocid sau s-ar putea transforma în genocid în viitor, dar dovezile sunt încă insuficiente”. Cu toate acestea, Maynard a subliniat retorica „profund tulburătoare” a președintelui rus, care a negat existența istorică a Ucrainei ca stat independent. Acest lucru ilustrează, conform lui, „modul de gândire de genocid” atunci când Vladimir Putin consideră că Ucraina „este falsă, deci nu are dreptul să existe.” De asemenea, Maynard a recunoscut că există deja un risc semnificativ „ca genocidul să fie iminent sau deja în curs de desfășurare” și a sugerat că „cea mai viabilă strategie pentru a opri atrocitățile comise de trupele ruse este de a ajuta armata ucraineană să împingă aceste trupe în afara teritoriului ucrainean.” El a subliniat, de asemenea, dovezile mai clare privind infracțiunea de incitare la genocid din partea Rusiei.
Directorul Centrului pentru Studiul Genocidului și al Drepturilor Omului de la Universitatea Rutgers, Alexander Hinton, a declarat într-un interviu acordat BBC la 13 aprilie că „multe s-au schimbat în săptămâna precedentă” și că este „destul de probabil” ca forțele rusești să comită genocid. Hinton a precizat că retorica de genocid a lui Vladimir Putin ar trebui să fie clar legată de atrocitățile în sine pentru a dovedi intenția de genocid. În iulie, Hinton a indicat deportările în masă și transferul forțat al copiilor ca dovezi ale genocidului rusesc din Ucraina, legându-le de genocidele repetate și de alte crime internaționale comise de Rusia în trecut.

### Dovezi ale intenției de genocid
„Cine poate spune că Ucraina va exista pe harta lumii peste doi ani?”  
„Ucraina pe care voi și cu mine am cunoscut-o, în interiorul granițelor care au fost odată, nu mai există și nu va mai exista niciodată”.  
„Dar dacă nu vreți să vă convingem, vă vom ucide. Vom ucide cât de mulți este necesar: un milion, cinci milioane sau vă vom extermina pe toți”.  
„Aceștia sunt neoamenii pe care Maidanul ucrainean i-a generat. Religia din Ucraina este înlocuită de ei cu credință falsă și sectarism, iar junta însăși este înlocuită mai întâi de ei.”  

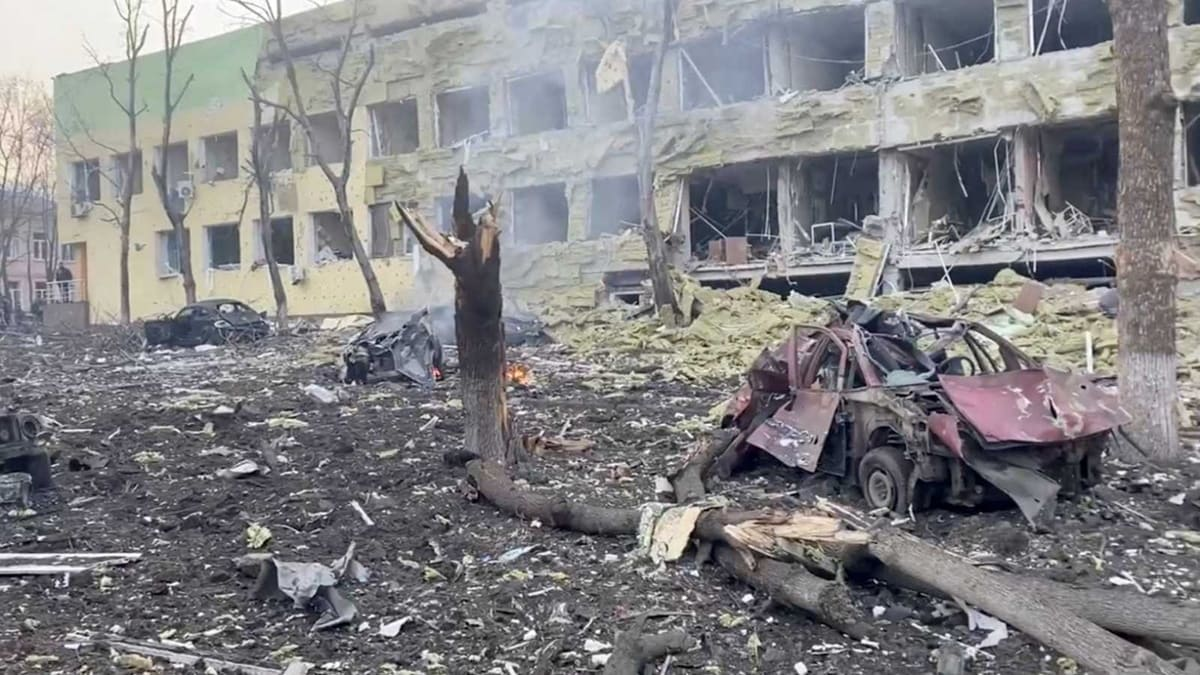
Un spital din Mariupol după un raid aerian

Cercetători precum Eugene Finkel și Timothy D. Snyder au susținut că, pe lângă actele stipulate de definiția genocidului, există și intenția de genocid, iar combinația acestor elemente stabilește existența genocidului.
La 5 aprilie 2022, cercetătorul Holocaustului Eugene Finkel a afirmat că, după ce forțele armate ucrainene au opus rezistență fazei inițiale a invaziei ruse din 2022, obiectivele invaziei au evoluat. Potrivit lui Finkel, dovezile combinate ale crimelor de război pe scară largă, inclusiv masacrul de la Bucea, și dovezile „abundente” ale intențiilor de genocid, ilustrate în eseul Ce ar trebui să facă Rusia cu Ucraina publicat de Timofei Sergeitsev, sugerează că a avut loc un genocid.
La 8 aprilie 2022, istoricul Europei Centrale și de Est și al Holocaustului, Timothy D. Snyder, a descris eseul lui Sergeitsev drept „un program explicit pentru eliminarea completă a națiunii ucrainene ca atare”. Potrivit lui Snyder, Sergeitsev definește „nazist” ca fiind „un ucrainean care refuză să admită că este rus”, iar orice „afinitate pentru cultura ucraineană sau pentru Uniunea Europeană” este considerată „nazism”.
Astfel, conform lui Snyder, documentul îi definește pe ruși ca nefiind naziști și justifică utilizarea metodelor fasciste împotriva ucrainenilor, numind aceste metode „denazificare”. Snyder descrie documentul ca fiind „unul dintre cele mai deschise documente de genocid pe care le-a văzut vreodată”, afirmând că documentul cere ca majoritatea ucrainenilor, aproximativ douăzeci de milioane de oameni, să fie uciși sau trimiși în lagăre de muncă. El susține că documentul lui Sergeitsev, publicat la două zile după ce informațiile despre masacrul de la Bucea au devenit cunoscute, facilitează dovedirea intenției de genocid din punct de vedere juridic, mai mult decât în alte cazuri de ucidere în masă.
The Guardian a descris presa rusă, inclusiv RIA Novosti, ca încurajând genocidul, argumentând că rezistența ucraineană la invazie era o dovadă a „nazismului” lor. La 25 septembrie 2023, Comisia Internațională Independentă de Anchetă privind Ucraina a declarat că o parte din retorica transmisă în presa rusă de stat și în alte mass-media poate constitui o incitare la genocid.
Snyder a susținut că o analiză a declarațiilor lui Vladimir Putin de-a lungul mai multor decenii arată că acesta avea intenții de genocid de lungă durată împotriva ucrainenilor. Snyder a declarat: „A vedea dorința de genocid a lui Putin îi ajută pe unii dintre noi să înțelegem de unde a venit acest război, încotro se îndreaptă și de ce nu poate fi pierdut.”
Gregory Stanton, fondator și director al Genocide Watch, a declarat pentru BBC că există dovezi că armata rusă intenționează să distrugă parțial grupul național ucrainean, ceea ce explică uciderea civililor pe lângă combatanți și militari. Comentând discursul lui Vladimir Putin înainte de invazie, în care acesta a afirmat că războiul din Donbas seamănă cu un genocid, Stanton a subliniat ceea ce unii cercetători numesc „oglindire”, spunând: „Adesea, autorul unui genocid acuză cealaltă parte – victimele vizate – că intenționează să comită genocid înainte ca autorul să facă acest lucru. Este exact ceea ce s-a întâmplat în acest caz.”

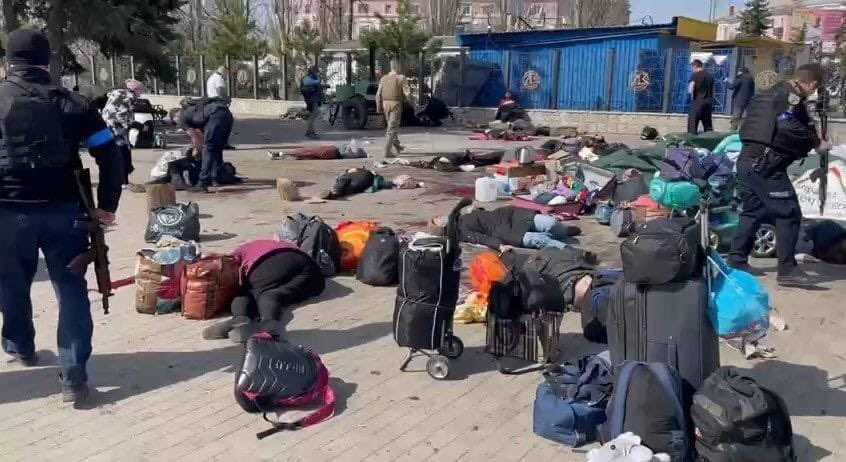
Cadavrele victimelor atacului gării din Kramatorsk

Ziarul german Der Tagesspiegel a publicat o opinie juridică a avocatului Otto Luchterhandt, referitoare la blocada de la Mariupol și la numeroasele crime ale armatei ruse, din perspectiva dreptului internațional, în special în ceea ce privește genocidul. Într-un interviu acordat Deutsche Welle, Luchterhandt a declarat:
- „Primul indiciu este încercuirea orașului și faptul că, de la începutul lunii martie, serviciile din partea ucraineană nu au fost lăsate să intre în oraș pentru a furniza populației alimente și cele mai necesare lucruri pentru viață. Populația este lipsită de apă, electricitate și încălzire, precum și de comunicații mobile, adică oamenii sunt izolați de comunicarea cu lumea exterioară.
- „A doua dovadă este bombardarea constantă a zonelor rezidențiale și a oamenilor, în special a instituțiilor medicale și culturale, care nu au nimic de-a face cu instalațiile energetice sau militare. Cel mai flagrant exemplu este atacul asupra unui spital de copii.[109][110] Aici, chiar și propaganda rusă s-a contrazis, afirmând mai întâi că este un fals și că nu există deloc, iar apoi susținând că sediul batalionului, radicalii de dreapta și „naziștii” ar fi fost localizați acolo.”
- „Din aceste fapte obiective, se poate concluziona că intenția subiectivă a trupelor ruse sau a președintelui Putin este de a distruge, de a șterge orașul și populația sa de pe fața pământului. Adică, populația este distrusă sistematic; se desfășoară acțiuni planificate, nu bombardamente aleatorii.”

În ceea ce privește termenul „genocid” care implică distrugerea unui anumit grup etnic, el a menționat: „Da, pentru că vorbim despre comunitatea din orașul Mariupol ca parte a populației ucrainene, adică a grupului național ucrainean. Crima se referă la protecția împotriva acțiunilor de distrugere nu numai a întregului grup, ci și a unei părți a acestuia.”

Profesorul asociat al Departamentului de Drept Internațional al Institutului de Relații Internaționale al Universității Naționale Taras Șevcenko din Kiev, Zakhar Tropin, a comentat pe pagina sa de Facebook:
„Evenimentele teribile din Bucea, Irpin și Hostomel (și, în general, din Ucraina) ar trebui să fie luate în considerare și menționate în legătură cu obiectivele așa-numitei „operațiuni speciale” a Federației Ruse. Conducerea agresorului a vorbit direct despre acest lucru - așa-numita „denazificare”. Având în vedere ceea ce s-a întâmplat, acesta este un apel direct, planificarea și conducerea genocidului din Ucraina. Logica este simplă: evenimentele din Bucea, Irpin și Hostomel plus scopul așa-numitei „operațiuni speciale”, „denazificarea” = crima de genocid.”
La 5 septembrie 2022, Genocide Watch a evaluat că în Ucraina au avut loc mai multe etape ale genocidului – dezumanizarea, persecuția, exterminarea și negarea – din cauza masacrelor intenționate ale civililor ucraineni de către Rusia, a deportărilor forțate, a torturii, a violenței sexuale și a discursului instigator la ură pentru a incita, justifica și nega genocidul.

### Riscul de genocid și obligația de prevenire
În hotărârea sa din februarie 2007 privind genocidul din Bosnia și Herțegovina, Curtea Internațională de Justiție a explicat că „în momentul în care un stat află sau ar fi trebuit să afle, în mod normal, de existența unui risc serios ca genocidul să fie comis”, Convenția privind genocidul declanșează obligația de prevenire, solicitând statelor părți să analizeze riscul pentru a-și fundamenta răspunsul. Curtea a declarat că obligația „este una de conduită și nu de rezultat”, solicitând statelor să „utilizeze toate mijloacele rezonabile pe care le au la dispoziție ... în măsura posibilului”, cu riscul de a fi trase la răspundere pentru lipsa de acțiune.
Consilierul special al Organizației Națiunilor Unite pentru prevenirea genocidului, Alice Nderitu, a informat Consiliul de Securitate al ONU în iunie 2022 cu privire la obligația legală de prevenire, recunoscând ordinul din 16 martie al Curții Internaționale de Justiție care indica măsuri provizorii în cauza Ucraina împotriva Federației Ruse, solicitând Rusiei să „suspende imediat operațiunile militare”.
Azeem Ibrahim, director de inițiative speciale la Institutul New Lines, a declarat despre Convenția privind genocidul că „a preveni este întotdeauna pe primul loc”, iar statele care nu acționează înainte ca o instanță să stabilească că genocidul are loc „în esență, se ofuscă și își evită responsabilitatea”.